# Herz-Jesu-Kirche (Dülken)

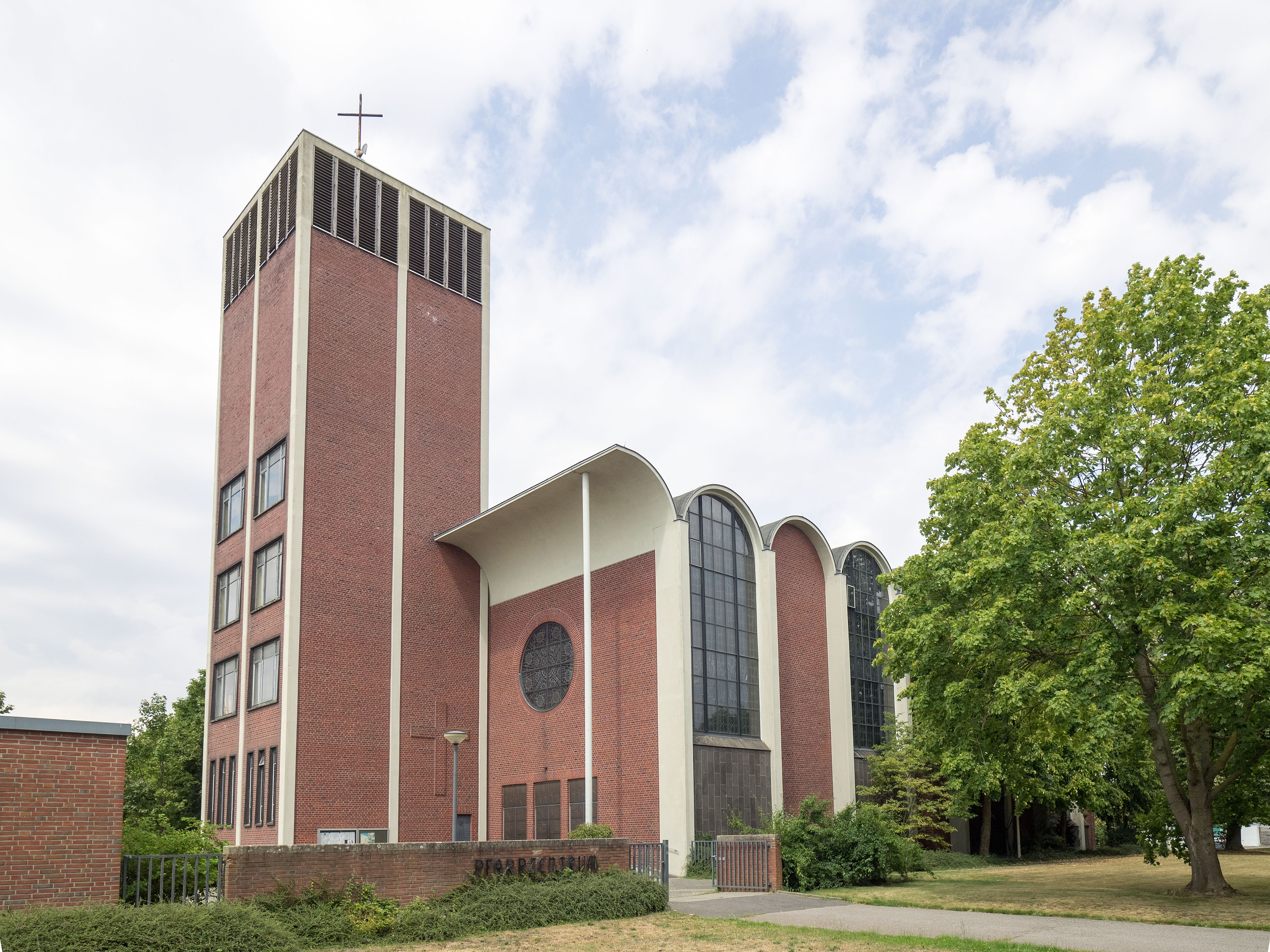
Herz-Jesu-Kirche in Dülken

Die Herz-Jesu-Kirche ist eine römisch-katholische Filialkirche in Dülken, einem Stadtteil von Viersen im Kreis Viersen in Nordrhein-Westfalen.
Die Kirche steht unter dem Patronat des Heiligsten Herzen Jesu und wurde 1954 nach Plänen von Karl Schlüter errichtet.
Herz Jesu gehört zur Pfarre St. Cornelius und Peter Dülken, Pfarrkirche ist St. Cornelius.

## Geschichte
Am 19. Juli 1927 beschloss der Kirchenvorstand von St. Cornelius im Norden Dülkens einen eigenen Seelsorgebezirk zu errichten. Schon 1917 war ein Grundstück für den Bau einer Kirche und eines Pfarrhauses erworben worden. Eine eigene Kirche konnte 1931 in einer ehemaligen Lagerhalle eingerichtet werden. Diese Kirche wurde im Zweiten Weltkrieg am 24. Februar 1945 bis auf die Grundmauern zerstört. Noch bevor eine neue Kirche errichtet werden konnte, wurde Dülken-Nord am 1. April 1950 zum Rektorat erhoben und erhielt vermögensrechtliche Selbstständigkeit. Am 1. Oktober 1952 wurde der Bezirk Herz Jesu zur eigenständigen Pfarrei erhoben. Diese Pfarre wurde zum 1. Januar 2010 aufgelöst und mit den ebenfalls aufgelösten Pfarreien St. Cornelius Dülken, St. Ulrich Dülken und St. Peter Boisheim zur neuen Pfarre St. Cornelius und Peter fusioniert.
Die heutige Kirche wurde im Jahr 1954 nach Plänen des Aachener Architekten Karl Schlüter erbaut. Die Kirchweihe war am 31. Oktober 1954.

## Baubeschreibung

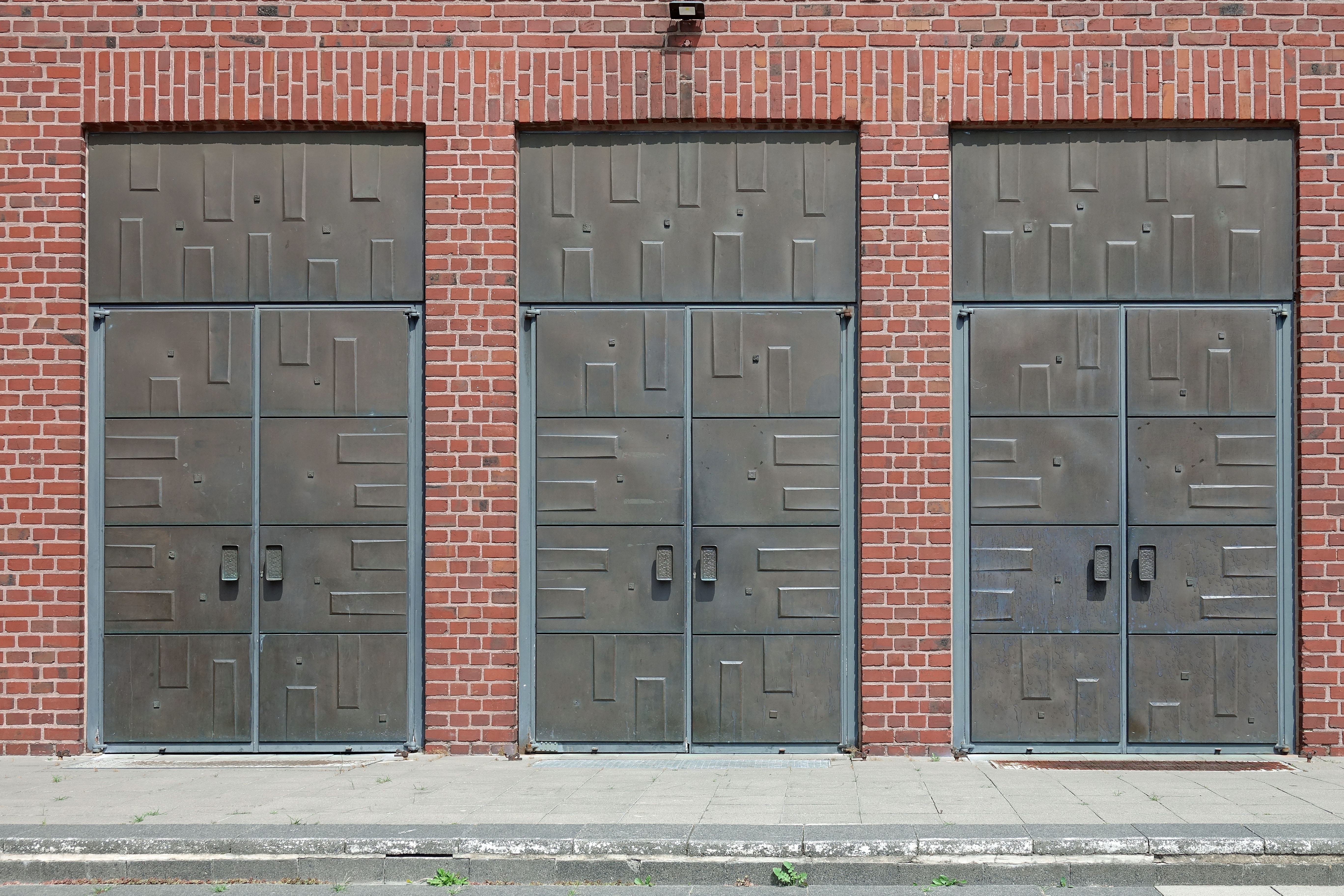
Eingangsportale

Herz Jesu ist ein einschiffiger Stahlskelettbau mit Backsteinausfachung, die in sieben Jochen durch eine Sichtbetonschale überwölbt ist. An der Nordweste ist dem Kirchenschiff der Glockenturm vorgebaut.

## Ausstattung
Im Innenraum befindet sich eine moderne Ausstattung. Die Buntglasfenster sind Werke von Wilhelm Geyer, Ulm, den Tabernakel schuf Fritz Schwerdt.
Sowohl das 6,50 Meter hohe hölzerne Altarkreuz, sowie die 15 Stationen des bronzenen Kreuzweges sind vom Bildhauer Joseph Krautwald (Rheine) gestaltet worden.

## Pfarrer
Folgende Priester wirkten bis zur Auflösung der Pfarre 2010 als Pastor an Herz Jesu:
- 1931–1940: Hermann Kreyenberg
- 1940–1949: Friedrich Jansen
- 1949–1963: Johannes Hüskes
- 1964–1972: Rudolf Daufenbach
- 1972–2000: Milan Papez
- 2000–2010: Rainer Thoma († 17. November 2024)